# Tintni pisač
Tintni pisač (eng. ink-jet) ima pomičnu glavu, koja kod većine današnjih pisača, na određenim mjestima, izravno štrcne kapljicu tinte i tako stvori točku na papiru. Takvi pisači ispisuju fotografije jednolikim nanosom bojila, pa ne mogu stvarati pravu višetonsku sliku, nego se ona ispisuje rasterski. Međutim, suvremeni tintni pisači zahvaljujući dobroj razlučivosti (i više od 1200 dpi) te odgovarajućoj programskoj podršci, postižu kvalitetne ispise koji se vizualno doživljavaju jednako kao ispisi s kontinuiranim prijelazom tonova. Njihov se višebojni ispis zasniva na suptraktivnoj miješanju boja, to jest dobiva se kombinacijom zeleno-plave, žute i grimizne boje, te tonski crne. Mnogi pisači imaju najčešće dva spremnika za tintu, jedan za crnu, a drugi, višedijelni, za preostale tri. Neki tintni pisači koriste i dodatne boje, pa tada imaju 6, 8 ili više odvojenih spremnika. Kakvoća ispisa ovisi o svojstvima papira i brzini sušenja tinte. Ako papir suviše brzo upija tintu, onda točke postaju šire pa se dobiva zamućen ispis. Ako papir slabo upija tintu, može doći do njezina razmazivanja. 
Prema načinu rada, u osnovi se razlikuju termalni i piezoelektrični tintni pisač. Termalni tintni pisač (takozvani bubble-jet) najstariji je; pojavio se 1980-tih, isprva kao jednobojni, poslije i u boji, a danas je jedan od najzastupljenijih pisača. Tinta se iz spremnika dovodi do komore u glavi pisača. U komori se nalazi grijač koji zagrije tintu do vrenja, stvori se mjehurić pare pod tlakom, pa tinta štrcne na papir. Piezoelektrični tintni pisač ima u komori pisaće glave kristal (piezoelement), koji se pod djelovanjem električnog impulsa deformira, što poveća tlak tinte koji istisne kapljicu kroz sapnicu 
(mlaznicu) na papir (piezoelektrični učinak). Tintni pisač s krutom tintom u spremnicima ima štapiće obojenoga voska, koji se tijekom ispisa rastali, te se kao i kod drugih tintnih pisača kroz sapnice nanosi na podlogu za ispis. U dodiru s hladnom podlogom, vosak se trenutačno skrutne, a ispis se na kraju dodatno učvrsti prolaskom između hladnih valjaka. Ta tehnika omogućuje ispis na gotovo svim vrstama papira i drugih podloga.

### Termalni pisači
- direkt termal pisači kreiraju ispis zagrijavanjem papira koji mijenja boju pod utjecajem topline. Primjer koji svi znamo direkt termal pisača su telefax uređaji (u zadnje vrijeme postali su rašireni i ink-jet telefax uređaji), jer faksovi koji su ispisani na papiru osjetljivom na toplinu s vremenom blijede, pa ih je bilo potrebno fotokopirati, što zbog blijeđenja ispisa, što zbog toga što se papir za njih prodavao namotan u rolama, pa je nepraktično dobivene faksove u rolama arhivirati u registratore. Također bankovni odresci koje potpisujemo pri novčanim transakcijama u bankama ispisuju se na ovakvim pisačima.
- termal transfer pisači kreiraju ispis zagrijavanjem ribona koji na mjestima gdje je zagrijan ostavlja trag na papiru koji prolazi kroz grijaću glavu. Ovakvi pisači najčešće se koriste u trgovinama ili tvornicama za ispis etiketa na proizvodima.

## UV tisak
UV tisak ili ultraljubičasti tisak je najmodernija vrsta tintnog tiska koja se počela primjenjivati u digitalnom tisku velikih formata u zadnje vrijeme. Sušenje kapljica tinte se fiksiraju u roku od 0,2 sekunde nakon tiska, neovisno o brzini. Sušenje se obavlja putem posebnih ultraljubičastih ili UV svjetiljki čija valna duljina emitirane ultraljubičaste svjetlosti odgovara fotokemijskim receptorima koji se nalaze u tinti. Time je omogućena znatno veće brzine tiska jer brzina sušenja ne ovisi o brzini tiska. Kapljica tinte nema "vremena" da se razlije pa je time i sama preciznost tiska puno veća (eng. dot placement) čime se postiže bolja kvaliteta. Tinta ne "ulazi" u materijal kao što je to slučaj s otapalima i vodenom bazom tinti. Ona se fiksira (polimerizira) na površini materijala čime se postiže puno bolja gustoća (konzistentnost) boje na širem rasponu materijala (otisak je ujednačeniji na različitim materijalima). UV tehnologijom može se tiskati na različite materijale, krute ili elastične, na svim relativno ravnim površinama, uključujući staklo, plastiku, akril, drvo, metal, papir, tekstil, kožu. UV tehnologija je ekološki prihvatljivija od klasičnih tintnih pisača jer je neusporedivo manja emisija štetnih tvari.